# Dansk Litteraturpris for Kvinder
Dansk Litteraturpris for Kvinder er en pris som uddeles til danske forfattere, som har ydet en betydelig indsats. Prisen blev oprettet efter ønske fra Ragna Sidén (1889-1983), som testamenterede penge til  Fru Ragna Sidéns Fond. 
Prisen blev første gang uddelt i 1985 to år efter Ragna Sidéns død. Den skulle uddeles en gang om året, men fra 1998 til 2006 blev den uddelt hvert andet år.  
Vagn Clausen (1918-2008) var bogekspert hos auktionshuset Bruun Rasmussen Kunstauktioner og en ivrig bogsamler.  Da Vagn Clausen døde, fik fonden fra hans bo mere end fordoblet midlerne, og reglerne blev i 2009 ændret til, at prisen uddeles hver år, men ikke kun til kvinder. 

Fonden har skiftet navn til ”Ragna Sidéns og Vagn Clausens Fond”, uddeler hvert andet år hhv. Dansk Litteraturpris for Kvinder  og Dansk Litteraturpris for Mænd. Fonden administreres af en bestyrelse med advokat Niels Søby samt forfatterne Irene Pedersen og Charlotte Weitze.

## Prismodtagere af Dansk Litteraturpris for Kvinder
- 1985 Birthe Arnbak
- 1986 Vibeke Grønfeldt
- 1987 Kirsten Thorup
- 1988 Cecil Bødker
- 1989 Juliane Preisler
- 1990 Anne Marie Ejrnæs
- 1991 Bodil Wamberg
- 1992 Grete Stenbæk Jensen
- 1993 Maria Giacobbe
- 1994 Inger Christensen
- 1995 Anne Marie Løn
- 1996 Dorrit Willumsen
- 1997 Pia Tafdrup
- 1998 Hanne Marie Svendsen (25.000)
- 2000 Marianne Juhl (30.000)
- 2002 Anne-Marie Mai (30.000)
- 2004 Nikoline Werdelin
- 2006 Suzanne Brøgger
- 2008 ikke uddelt
- 2009 Bente Clod (50.000)[2]

## Prismodtagere af Dansk Litteraturpris for Mænd
- 2011 Erik A. Nielsen[3]